# Сундо-Уча
Су́ндо-Уча́ (рос. Сундо-Уча) — присілок в Можгинському районі Удмуртії, Росія.
Урбаноніми:
- вулиці — Нова, Сонячна

## Населення
Населення — 122 особи (2010; 132 в 2002).
Національний склад станом на 2002 рік:
- удмурти — 83 %